# Bundesautobahn 96
Die Bundesautobahn 96 (Abkürzung: BAB 96) – Kurzform: Autobahn 96 (Abkürzung: A 96) beginnt an der Staatsgrenze bei Lindau (Bodensee) und endet in München. Sie hat eine Länge von 172,5 km und verbindet die Bodenseeregion, die Ostschweiz und Vorarlberg mit dem Fünfseenland und dem Großraum München.

## Verlauf
Die A 96 beginnt als Weiterführung der österreichischen Rheintal/Walgau-Autobahn A14 (kommend vom Übergang der Arlberg Schnellstraße S 16 bei Bludenz über Feldkirch, Bregenz durch den Pfändertunnel bis zur österreichisch-deutschen Grenze in  Hörbranz) bei Lindau (Bodensee) in Bayern. Richtung Norden erreicht die Autobahn nach acht Kilometern das Bundesland Baden-Württemberg. In nordöstlicher Richtung folgen die Städte Wangen und Leutkirch im Allgäu. Die Strecke überquert im weiteren Verlauf die Iller und erreicht damit wieder Bayern. Im weiteren Verlauf erreicht die A 96 das Autobahnkreuz Memmingen, in dem die Bundesautobahn 7 gekreuzt wird. Die Hauptfahrrichtung führt hierbei auf die A 7 Richtung Ulm; die A 96 nach München zweigt hier ab.

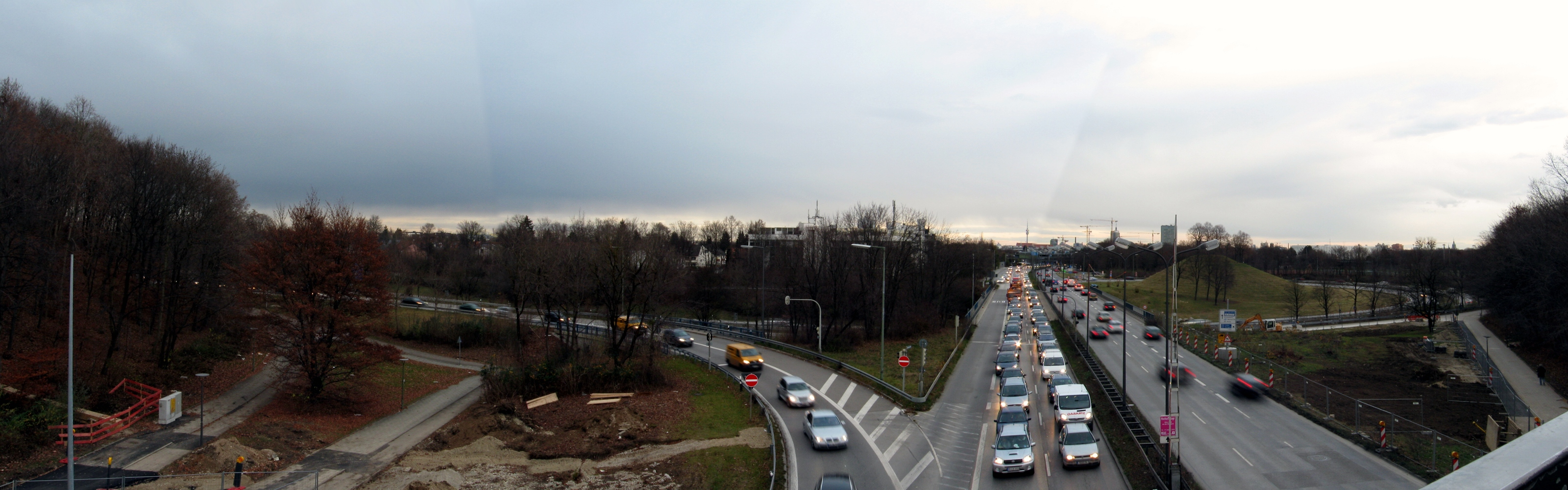
Einmündung der A 96 in den Mittleren Ring in München

Die Strecke verläuft weiter an Memmingen vorbei. Es folgen Mindelheim, Buchloe (Einmündung der Bundesstraße 12) und Landsberg am Lech mit Deutschlands größtem Kreisverkehr (Kreuzung der Bundesstraße 17). Nördlich am Ammersee vorbeiführend erreicht die A 96 bei Germering die Bundesautobahn 99 (Münchner Ring) und das Stadtgebiet München. Die Bundesautobahn 96 endet in München am Mittleren Ring im Stadtteil Sendling-Westpark.
Von Lindau bis Memmingen ist die A 96 ein Teil der Europastraße 43, von Sigmarszell bis München Teil der Europastraße 54. An der Anschlussstelle Landsberg am Lech-West endet der autobahnähnliche, vierstreifige Ausbau der Bundesstraße 17, die ein Teil der verworfenen Planung der A 91 ist.
Die Streckenführung der A 96 verläuft mit Ausnahme der Umfahrung Mindelheim zwischen Erkheim und Bad Wörishofen und des Abschnitts von Memmingen bis zur Iller fast exakt auf der ehemaligen Trasse der Bundesstraße 18 (Abschnitt Lindau – Buchloe) beziehungsweise der Bundesstraße 12 (Abschnitt Buchloe – München), so dass diese Straßen infolge des schrittweisen Ausbaus der Autobahn seit den 1970er Jahren nach und nach durch die A 96 ersetzt wurden. Von Wangen-Nord bis zur österreichischen Grenze sowie zwischen Leutkirch-West und Memmingen-Ost und von der Ausfahrt Erkheim bis zur Ausfahrt Bad Wörishofen wurde die A 96 mit dem Kohlbergtunnel (zwischen Erkheim und Stetten (Schwaben)) komplett neu gebaut.
Im Dreieck München-Süd-West beginnt und endet in der A 96 der Autobahnring München A 99. Die Münchener Stadteinfahrt der A 96 war in früheren Jahren ab dem heutigen Dreieck München-Süd-West als A 997 geplant.

## Verkehrsaufkommen
Es gab 2015 entlang der A 96 insgesamt sieben automatische Zählstellen. In West-Ost-Richtung betrug das durchschnittliche tägliche Verkehrsaufkommen in diesem Zeitraum:
| Zählstelle                        | Kfz-Verkehr/Tag | Schwerverkehr/Tag |
| --------------------------------- | --------------- | ----------------- |
| Lindau (S) (9250)                 | 31.360          | 3.756             |
| Wangen (8120)                     | 34.057          | 3.827             |
| Leutkirch–West (8041)             | 39.956          | 4.886             |
| Stetten (W) (9550)                | 38.448          | 5.061             |
| Landsberg am Lech–Nord (O) (9136) | 62.547          | 5.885             |
| Gräfelfing (W) (9222)             | 99.375          | 4.231             |

## Bedeutung der Autobahn innerhalb des Fernstraßennetzes
Die A 96 verbindet den südwestbayerischen Raum mit dem westlichen Österreich, der östlichen Schweiz, Liechtenstein und Italien. Ebenso wird über die Verbindung mit der A 7 Richtung Würzburg der Bodenseeraum Richtung Norden angebunden.
Der Ammersee im Fünfseenland wird über die Anschlussstellen Greifenberg (Ammersee-Westufer) und Inning am Ammersee (Ammersee-Ostufer) angebunden. Er zählt zu den beliebtesten Tourismuszielen Bayerns und auch zu den bevorzugten Naherholungsgebieten der Augsburger und Münchner Bevölkerung. Aus den beiden jeweils nur rund 50 km entfernten Ballungszentren kommt es an schönen Wochenenden zu starkem Ausflugsverkehr über die A 96.

## Geschichte

### Vorgeschichte
Weite Strecken der Verbindung Lindau – München verlaufen auf den ehemaligen Trassen der Bundesstraße 12 und Bundesstraße 18. Diese waren bis in die 1960er Jahre wenig ausgebaut. Dies änderte sich mit dem Bau zahlreicher Ortsumgehungen.
Bereits in den 1930er Jahren war geplant, die Verbindung von München nach Lindau als Autobahn auszubauen. Die Trassenführung sollte den direkten Weg, südlich am Ammersee vorbei, über Kempten nach Lindau nehmen. Die Planungen nach dem Zweiten Weltkrieg sahen die Verbindung nach München dann allerdings über die Voralpenautobahn A 98 und die A 95 vor.

### Bau der Autobahn

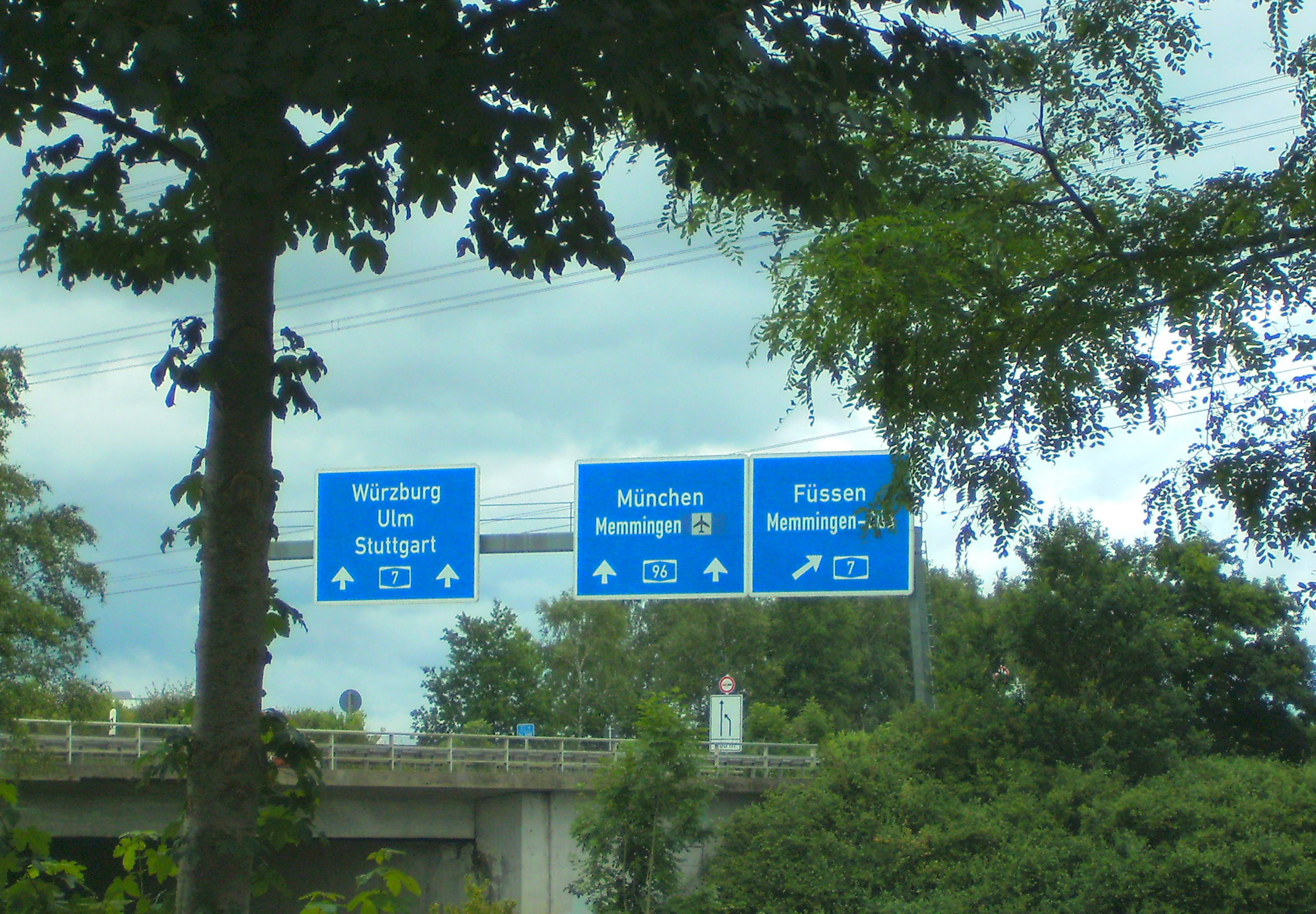
Autobahnkreuz Memmingen

Die A 96 war zunächst nur von Lindau bis Memmingen als Anbindung an die Autobahn nach Würzburg geplant. Dies ist heute noch am Autobahnkreuz Memmingen mit der A 7 zu erkennen, bei dem die Hauptfahrbahn von Lindau aus auf die A 7 in Richtung Norden führt (sogenanntes TOTSO-Autobahnkreuz). Als 1980 die Planungen der A 98 aufgrund der enormen Kosten, des nicht ausreichend nachweisbaren Bedarfs und fehlender Akzeptanz aufgegeben wurden, wurde der Ausbau der Strecke zwischen Memmingen und München vorangetrieben.
Die Netzkonzeption aus den 1960er Jahren sah für die Trasse der A 96 als Verbindung zwischen Lindau und Ulm eine weiter westlich der heutigen verlaufenden Trasse vor. Zusätzlich sollte die B 18 ausgebaut werden. 1974 wurden die beiden Pläne zusammengelegt und die B 18 sollte zur A 96 ausgebaut werden.
Im Zuge der Vorbereitungen auf die Olympischen Sommerspiele 1972 wurde die A 96 von München bis kurz hinter Oberpfaffenhofen gebaut, bis Germering (damals noch Anschlussstelle Unterpfaffenhofen) sechsstreifig. Bis zum Lückenschluss begann die Autobahn mit Kilometer 0,0 in München. Dieses Teilstück wurde zuerst vierstreifig als B 12 neu ausgebaut. Nach der Fertigstellung bekam diese ehemalige B 12 neu im Bereich München-Sendling bis München-Blumenau innerhalb der Landeshauptstadt München den Straßennamen Ammerseestraße, der bis heute beibehalten wurde. Auch deshalb und weil die A 96 am nördlichen Ende des Ammersees vorbeiführt, wird die A 96 auch Ammerseeautobahn genannt.
Bis 1979 wurde die Umfahrung von Landsberg am Lech (ebenfalls als B 12 neu) fertiggestellt. Bei Memmingen wurde eine Fahrbahn schon 1978 fertiggestellt (als B 18 neu), die zweite kam 1990 dazu. 1980 wurde das kurze Stück von Lindau zur Deutsch-Österreichischen Staatsgrenze fertiggestellt.
Im Jahr 1988 wurde ein 3,5 Kilometer langer Abschnitt von Landsberg am Lech Richtung München eröffnet, der Abschnitt in die andere Richtung bis Jengen wurde 1989 freigegeben. Ein Jahr später folgten die Abschnitte von Bad Wörishofen bis Mindelheim und von Landsberg am Lech-Ost weiter zirka vier Kilometer Richtung Osten.
Daraufhin wurden die bereits autobahnähnlich ausgebauten Teilstücke zur A 96 hochgestuft. 1994 wurde die Umfahrung von Mindelheim mit Kohlbergtunnel bis kurz vor Erkheim und östlich von Landsberg am Lech bis Schöffelding fertiggestellt. 1996 folgte der Abschnitt bis Inning am Ammersee mit dem Echinger Tunnel. Ab 1998 war die A 96 mit Fertigstellung des Etterschlager Tunnels und der Fortführung der Autobahn bis Germering auf der oberbayerischen Seite durchgehend befahrbar.
2002 folgte der Abschnitt Jengen–Bad Wörishofen, ehe es im Juli 2008 an das Teilstück zwischen Memmingen und Erkheim anschloss. Die Bauarbeiten des Teilstückes Memmingen-Ost und Erkheim begannen im Jahre 2004.
Der Abschnitt zwischen Holzgünz und Erkheim wurde im November 2007 fertiggestellt. Die Bauarbeiten für das 12,3 km lange Teilstück zwischen Memmingen-Ost und Holzgünz begannen im Oktober 2004 und wurden am 8. Juli 2008 abgeschlossen. Die Kosten hierfür beliefen sich auf 56 Mio. Euro.
Der Ausbau des letzten Teilstücks zwischen Wangen-Nord und Leutkirch-Süd hatte am 21. Oktober 2005 begonnen und wurde am 23. November 2009 fertiggestellt. Die Kosten für diesen Abschnitt beliefen sich auf 75 Mio. Euro. Damit war das letzte verbliebene Teilstück der B 18 ersetzt und die Bundesautobahn 96 fertiggestellt.
2005 wurde im Zuge des Anschlusses der A 99 der Bereich des heutigen Autobahndreieckes München-Südwest geringfügig umgebaut. Im Einmündungsbereich fiel in beiden Fahrtrichtungen der dritte Fahrstreifen weg. Östlich des Dreiecks entstand die Ausfahrt München-Freiham-Süd. Ein weiterer Umbau wurde Ende der 2000er Jahre im Bereich der Anschlussstelle Landsberg am Lech-West vorgenommen. Hier entstand mit dem Anschluss der autobahnähnlich ausgebauten Bundesstraße 17 Deutschlands größter Kreisverkehr mit einem Durchmesser von 330 Metern.

#### Sechsstreifiger Ausbau zwischen Germering Süd und Oberpfaffenhofen
Von Mai 2017 bis Dezember 2020 wurden zirka neun Kilometer der A 96 zwischen den Anschlussstellen Germering Süd und Oberpfaffenhofen von vier auf sechs Fahrstreifen erweitert. Hierfür investierte die Bundesrepublik Deutschland als Baulastträger 131 Mio. Euro, wovon zwei Drittel in die Errichtung von Lärmschutzgalerien flossen.

### Weitere Planungen

#### Tunnelverlängerung Gräfelfing
Aufgrund der gestiegenen Verkehrszahlen der A 96 im Gemeindegebiet Gräfelfing (Steigerung 2010 zu 2005 um 34 %)
hat die Gemeinde Gräfelfing 2010 eine Machbarkeitsstudie in Auftrag gegeben, um einen besseren Lärmschutz zu erreichen. Nach der Grundlagenermittlung mit einem Zwischenbericht an den Bürgermeister am 27. Oktober 2010 wurden verschiedene Varianten entwickelt, die dem Gräfelfinger Bauausschuss am 5. Mai 2011 vorgestellt wurden. Im Anschluss folgte die Bewertung und eine Infoveranstaltung im Bürgerhaus am 14. Dezember 2011. Im Jahr 2012 wurde eine Empfehlung erarbeitet. Es folgte ein Zwischenbericht am 24. April 2012 und der Abschlussbericht am 24. August 2012 im Gemeinderat. Einer breiten Öffentlichkeit wurde die Machbarkeitsstudie am 25. Oktober 2012 vorgestellt.
Für den Bereich westlich des Tunnels Gräfelfing wurden vier Varianten untersucht. Die Studie sprach sich für eine lärmtechnische Optimierung des westlichen Tunnelportals aus. Östlich des Tunnels Gräfelfing wurden ebenfalls vier Varianten untersucht. Hier empfahl die Studie den bestehenden Tunnel um 807 Meter zu verlängern und daran anschließend eine Galerie Süd (Fahrtrichtung München), eine weitere Überdeckelung mit 79,5 m Länge und eine Galerie Nord (Fahrtrichtung Lindau) mit 453 m Länge zu errichten.
Die Kosten belaufen sich laut Machbarkeitsstudie auf zirka 165 Mio. Euro bei einer Realisierungszeit von 10 bis 15 Jahren. Aus Erlösen von Grundstücksverkäufen könnten etwa 98 Mio. Euro aufgebracht werden, somit verbliebe ein Restbetrag von etwa 67 Mio. Euro. Angesichts der Notwendigkeit der Finanzierung dieses Betrages ist seither ungewiss, ob und wann ein solcher Bau erfolgen wird.

#### Einhausung auf Münchner Stadtgebiet
Im Oktober 2019 wurden Planungen verworfen, den im Münchner Stadtgebiet auf 4,2 km Länge verlaufenden Abschnitt aus Lärmschutzgründen einzuhausen.

## Ingenieurbauwerke

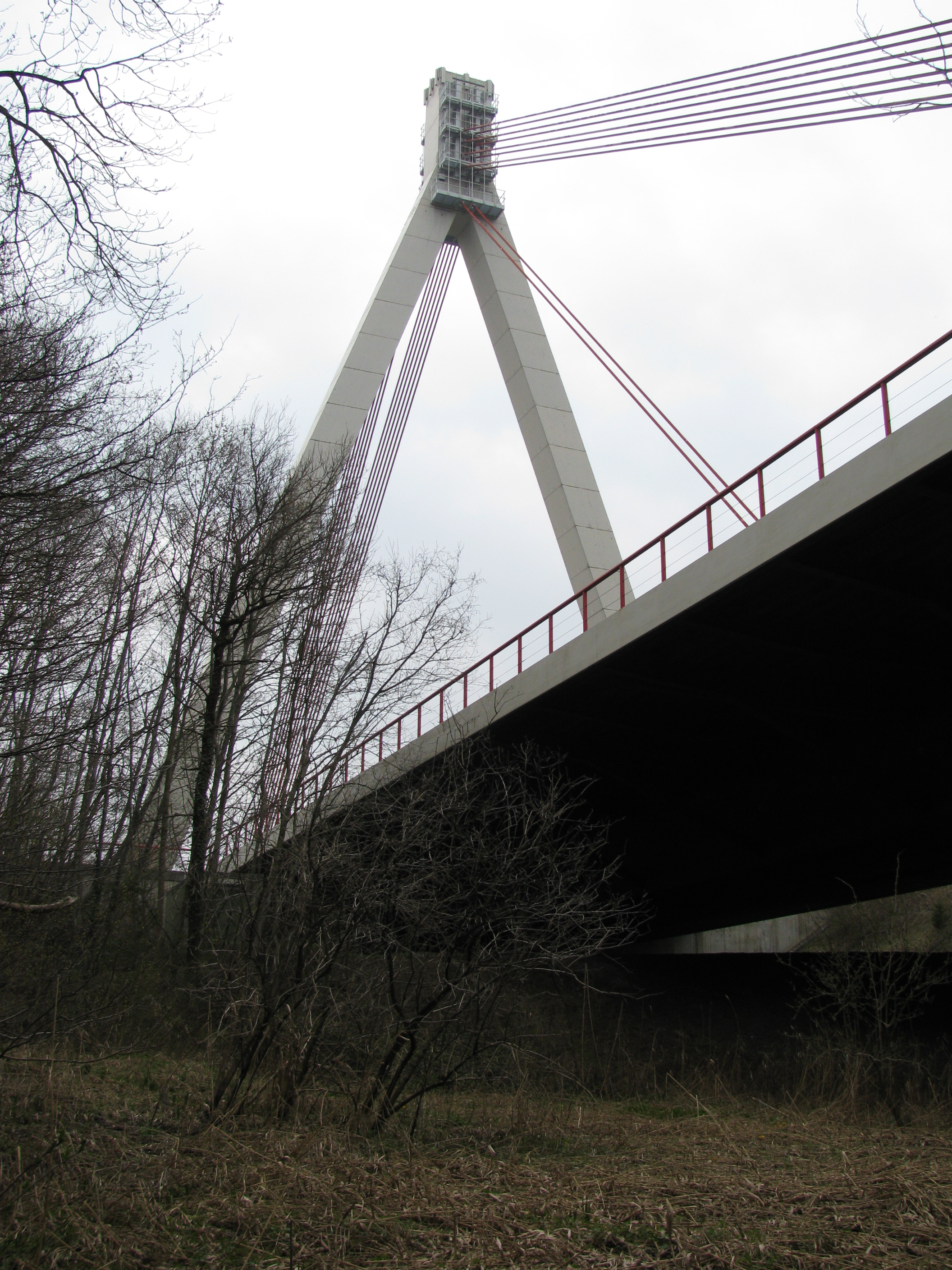
Pfeiler der Talbrücke Obere Argen

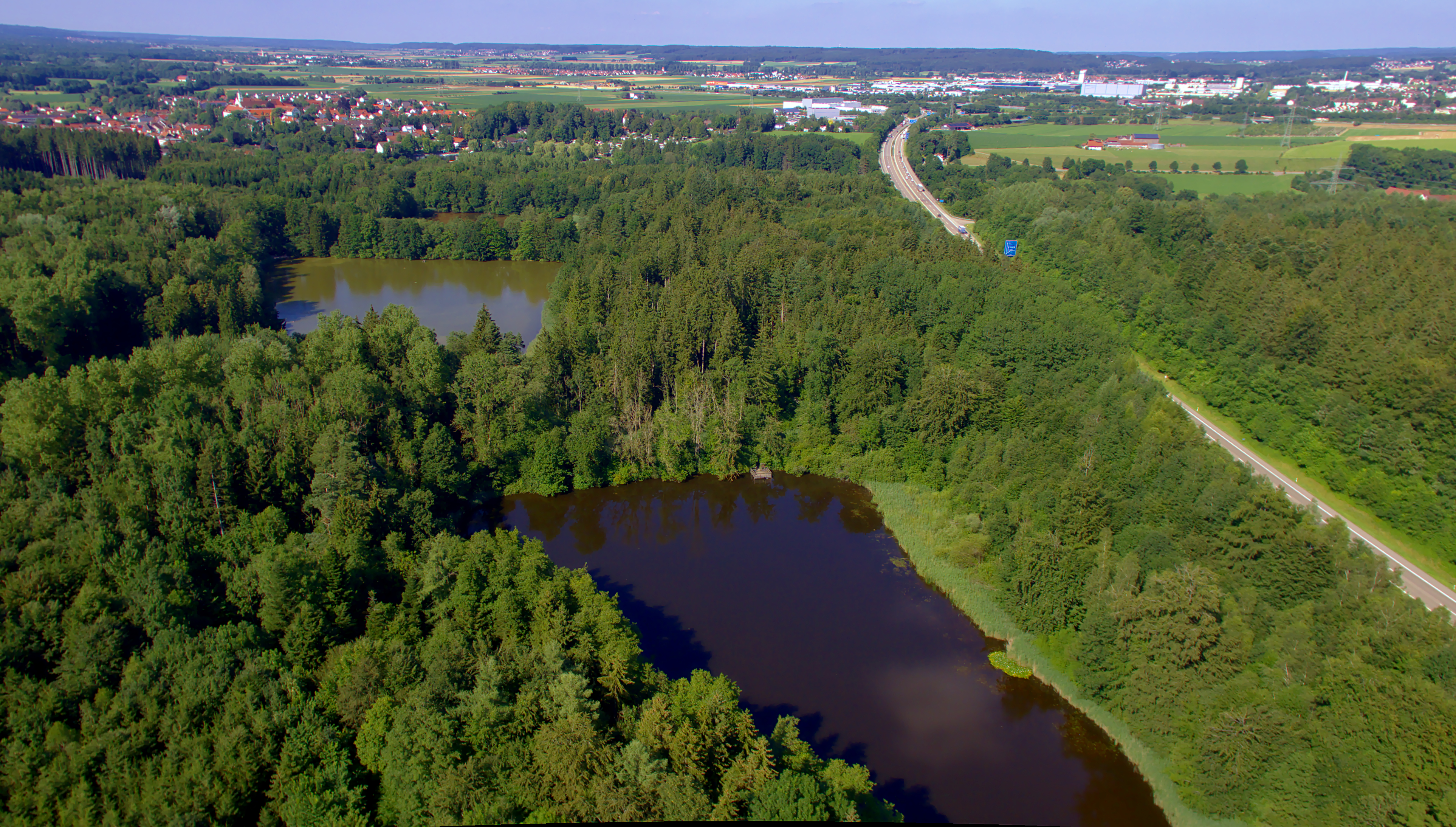
Naherholungsgebiet Buxheimer Wald mit 2 von 6 Weihern

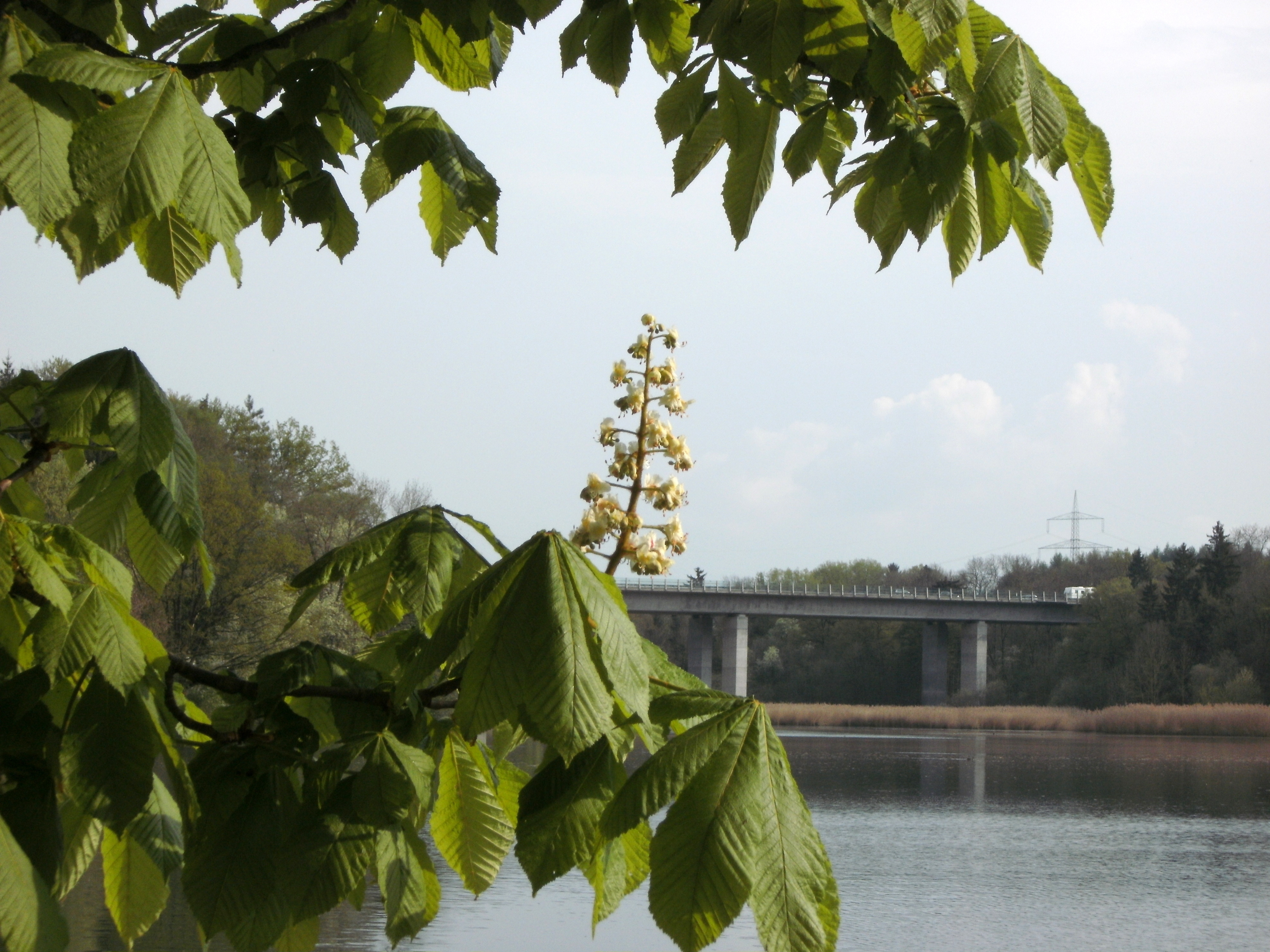
Buxachtalbrücke

Es gibt zahlreiche Brücken über die A 96 oder Brücken der A 96 über Straßen und Gewässer.
Der Ingenieur Gerhard Pahl hat an der A 96 zwischen Memmingen und Mindelheim vier Brücken geplant und dafür den „Deutschen Brückenbaupreis“ erhalten.

### Talbrücke Obere Argen
Im Gemeindegebiet von Wangen im Allgäu überquert die A 96 auf der Talbrücke Obere Argen das Tal der Obere Argen auf einer Schrägseilbrücke (Lage). Die Brücke wurde zwischen 1985 und 1990 erbaut. Architekt war Hans Kammerer, für den Amtsentwurf und die statische Prüfung war die Schlaich, Bergermann und Partner sbp GmbH verantwortlich. Die bauausführenden Unternehmen waren die Dyckerhoff & Widmann AG und die Walter Bau AG.
Die Breite der Brücke beträgt 29 m, die Gesamtlänge 730 m bei einer Hauptspannweite von 250 m. Die Brücke hat einen Krümmungsradius von 3000 m. Der Pylon ist 55 m hoch. Die Seile, der Pylon und die Fahrbahnträger bestehen aus Stahl.
Nachdem an den Seilen der Talbrücke Schäden am Korrosionsschutz festgestellt wurden, wurden diese 2011 und 2012 neu beschichtet. Während an der Unterseite der Brücke die Korrosion entfernt und der Korrosionsschutz neu aufgetragen wurde, wählte man auf der Oberseite der Brücke ein neues Verfahren als Pilotprojekt. Dabei umwickelte man die Seile einschließlich der vorhandenen Beschichtung mit Butylkautschukbändern, die von Wickelmaschinen und Industriekletterern aufgebracht wurden. Des Weiteren wurden die Schutzeinrichtungen im Mittelstreifen verbessert. Die Kosten betrugen 2,5 Mio. Euro (entspricht heute 3,248 Mio. Euro) und wurden von der Bundesrepublik Deutschland getragen.

### Tunnel Herfatz
Ebenfalls auf dem Gemeindegebiet von Wangen im Allgäu befindet sich der 440 m lange Tunnel Herfatz (Lage).
Von 2012 bis 2014 wurde dieser Tunnel zur Erhaltung der Verkehrssicherheit modernisiert. In einem ersten Bauabschnitt wurde 2012 das Betriebsgebäude für die Löschwasserbevorratung und Druckerhöhungsanlage sowie für das Löschwasserrückhaltebecken um Rohbau erweitert. Zudem wurde eine Behelfsstraße errichtet, damit im Notfall die Fahrzeuge abgeleitet werden können. In den weiteren Schritten wurde die Technik im Tunnel den aktuellen Vorschriften angepasst. Dazu zählen die Entlüftung, die Beleuchtung, die Wärmewechsler und die Fluchtwege. 2013 erfolgte die Sanierung der Röhre Richtung München, im Jahr 2014 wurde die Röhre in Fahrtrichtung Lindau saniert. Die Kosten von rund 6,7 Mio. Euro wurden von der Bundesrepublik Deutschland getragen.

### Buxachtalbrücke
Auf dem Gemeindegebiet von Buxheim durchschneidet die Autobahn das Naherholungsgebiet Buxheimer Wald mit 6 Weihern und überquert die Buxachtalbrücke das Tal der Buxach auf einer Hohlkastenbrücke (Lage).
Die Brücke wurde 1987 erbaut. Das bauausführende Unternehmen war die Josef Hebel GmbH & Co. KG. Die Gesamtlänge der Brücke beträgt 310,4 m bei einer Hauptspannweite von 46,8 m. Die Überbaubreite der Brücke beträgt 12,65 m. Das Bauwerk hat einen Brückenfläche von 3930 m² auf sieben Feldern. Der Fahrbahnträger besteht aus Stahlbeton. Die Kosten für die Brücke betrugen 7,8 Mio. DM (entspricht heute 8,489 Mio. Euro).
In den Jahren 2017 bis 2018 erfolgt eine grundlegende Sanierung der Brücke.

### Kohlbergtunnel
Auf dem Gemeindegebiet von Erkheim befindet sich der Kohlbergtunnel (Lage).
Die beiden Röhren des Tunnels wurden 1994 erbaut und haben eine Durchfahrtshöhe von 4,8 m. Die Länge des Nordtunnels (Richtung Lindau) beträgt 602 m, die des Südtunnels (Richtung München) 598 m. Die Adaptationsbeleuchtung hat eine Stärke von 136 cd/m², die Tagbeleuchtung 4,0 cd/m², Nachtbeleuchtung 0,5 cd/m². Im Tunnel befinden sich vier CO- und vier Trübsichtmessgeräte sowie zwei Nebelerfassungsmessgeräte. Sechs Notrufkabinen sind im Tunnel ebenso vorhanden wie automatische Melder der Brandmeldeanlage. Vor jedem Portal befindet sich eine Schranken- und Ampelanlage. Der Tunnel besitzt eine Betriebszentrale mit zwei Rückhaltebecken sowie eine 20-kV-Mittelspannungsanlage mit einem 400-kVA-Trafo, einer Niederspannungshauptverteilung und einem 147-kVA-Trafo. Bei Unterbrechung der Netzstromversorgung kann die 20-kVA-USV-Anlage den Betrieb zehn Minuten aufrechterhalten. Des Weiteren besitzt die Betriebszentrale eine Schaltanlage sowie eine Zentralsteuerung mit Außenstellen bei den Autobahnmeistereien Memmingen und Mindelheim. Die Gesamtbaukosten des Tunnels betrugen 26 Mio. DM (entspricht heute 22,71 Mio. Euro).
Von März bis November 2009 wurde der Tunnel für 14 Mio. Euro sicherheitstechnisch nachgerüstet. Dazu baute man eine leistungsfähige Löschwasserversorgung und eine neue Belüftungsanlage ein. Die Beleuchtung wurde getauscht und die Innenwände wurden saniert und hell beschichtet. Die Fluchtwegbeschilderung wurde verbessert. Des Weiteren installierte man neue Videokameras. Die Kommunikation mit den Verkehrsteilnehmern wird mittels Sprechverbindungen in den Notrufnischen, Lautsprecheranlage und Schlitzkabeln zur Ausstrahlung zweier Verkehrsfunksender sichergestellt. Die Brandmeldeanlage hat neue und verbesserte Melder erhalten.

### Tunnel Eching am Ammersee
Auf dem Gemeindegebiet von Eching am Ammersee befindet sich der Echinger Tunnel (Lage). Der aus Stahlbeton bestehende Tunnel wurde 1995 erbaut und ist 400 m lang und 24,6 m breit. Für den Amtsentwurf zeichnete das Unternehmen PSP Beratende Ingenieure, für die Tragwerksplanung das Unternehmen Kling Consult verantwortlich. Bauausführend war die Universale Bau GmbH tätig. Die Gesamtkosten des Tunnels betrugen 37,7 Mio. DM (entspricht heute 32,34 Mio. Euro).
Eine Modernisierung des Tunnels führte die Autobahndirektion Südbayern zwischen 2015 und 2016 im ganztägigen Baubetrieb durch. Dabei wurden Fluchttreppenhäuser und weitere Notrufnischen mit Löschwasserversorgung gebaut und neben dem Betriebsgebäude ein Löschwasserbehälter errichtet. In Fahrtrichtung Lindau wurde die jeweils freie Röhre zweistreifig genutzt und für die Fahrtrichtung München die parallel laufende Staatsstraße 2070 (ehemalige B 12) verwendet. Als Ersatz der Staatsstraße diente südlich eine provisorische Straße. Anders als beim Etterschlager Tunnel stellte die Straßenführung die Planer aufgrund der Bebauung vor größere Herausforderungen. Eine eigens gegründete Bürgerinitiative vertrat die Belange der Echinger Bürger. Es fanden mehrere Informationsveranstaltungen statt. Auf einer Veranstaltung am 28. November 2012 konnten sich die Bürger für eine der vorgeschlagenen Varianten zur Verkehrsführung entscheiden. Nach dieser Entscheidung wurde die Ersatz-Fahrbahn der Autobahn in Eching mittels einer zirka 400 m langen Brücke über einen Kreisverkehr geführt. An der Südseite der Ersatz-Fahrbahn wurde eine zirka drei Meter hohe Lärmschutzwand errichtet.

### Brücke über die Amper
Zwischen Eching am Ammersee und Inning am Ammersee überquert die A 96 die Amper auf einer Bogenbrücke aus Stahl (Lage). Die Stabbogenbrücke mit Stahlverbundfahrbahn ist 70 m lang, 16,5 m breit und wiegt zirka 700 Tonnen.
Das bauausführende Unternehmen war die Maurer Söhne GmbH & Co. KG.

### Tunnel Etterschlag
Zwischen den Gemeindeteilen Etterschlag und Waldbrunn der Gemeinde Wörthsee befindet sich der 1998 erbaute Tunnel Etterschlag (Lage). Der Tunnel ist 500 m lang und hat eine Durchfahrtshöhe von 4,60 m. Er besteht aus zwei Röhren wurde in offener Bauweise errichtet und hat ein Rechteckprofil mit je zwei Fahrstreifen à 3,75 m Breite, je einem Standstreifen mit 1,5 m Breite und je einem Notgehweg à 1,0 m Breite. An der Nordröhre befindet sich ein Fluchttreppenhaus ins Freie. Die Adaptationsbeleuchtung hat eine Stärke von 200 cd/m², die Tagbeleuchtung 3,0 cd/m², Nachtbeleuchtung 0,5 cd/m². Im Tunnel befinden sich zwei CO- und zwei Trübsichtmessgeräte sowie ein Strömungsmessgerät. Vier Notruf-, zwei elektronische und 18 CO-Warnschilder sind im Tunnel ebenso vorhanden wie automatische Melder der Brandmeldeanlage. Die Löschwasserleitung ist als Trockenleitung ausgelegt. Vor jedem Portal befindet sich eine Ampelanlage. Der Tunnel besitzt eine Betriebszentrale mit Rückhaltebecken nebst Pumpenanlage und automatischer Pumpensteuerung, sowie eine 20 kV-Übergabestation des Energieversorgers E.ON Bayern, einer Niederspannungshauptverteilung und einer Notstromdiesel-Einspeisemöglichkeit. Bei Unterbrechung der Netzstromversorgung kann die 30 kVA-USV-Anlage den Betrieb 30 Minuten aufrechterhalten. Des Weiteren besitzt die Betriebszentrale eine Schaltanlage sowie eine Zentralsteuerung mit Außenstelle bei der Autobahnmeisterei Inning und der Verkehrsrechnerzentrale München-Freimann.
Für die Objekt- und Tragwerksplanung zeichnete das Ingenieurbüro EDR GmbH verantwortlich.
Zwischen Frühjahr 2015 und Herbst 2016 modernisierte die Autobahndirektion Südbayern den Etterschlager Tunnel. Es mussten größere Abfluss- und Löschwasserleitungen eingebaut werden. Da hierzu die Fahrbahndecke aufgerissen werden musste, war eine komplette Sperrung jeweils einer Tunnelröhre notwendig. Da die Röhren nur 26 m breit sind, müsste das gesamte Verkehrsaufkommen in einer Röhre bei nur jeweils einer Richtungsfahrbahn abgewickelt werden. Der daraus entstehende volkswirtschaftliche Schaden würde sich auf 50 Mio. Euro belaufen. Deshalb wurde oberirdisch eine zweistreifige provisorische Richtungsfahrbahn nach München für rund 10 Mio. Euro errichtet. Durch die jeweils geöffnete Röhre des Tunnels wurde der Verkehr Richtung Lindau geführt und für die kreuzenden Staats- und Gemeindestraßen Behelfsbrücken errichtet.

### Tunnel Gräfelfing
Auf dem Gemeindegebiet von Gräfelfing befindet sich der Tunnel Gräfelfing (Lage). Der Tunnel ist 280 m lang und unterquert neben der dortigen Bebauung die Bahnstrecke München–Garmisch-Partenkirchen und den S-Bahnhof Lochham (S-Bahn München).

## Autobahnmeistereien
Zum 1. Januar 2016 lagen die Zuständigkeiten für die A 96 wie folgt:
- im Bereich Autobahnkreuz Memmingen mit der A 7 (128/13) und Anschlussstelle Landsberg am Lech-Nord (25) bei der Autobahnmeisterei Mindelheim,
- im Bereich Anschlussstelle Landsberg am Lech-Nord (25) und Anschlussstelle Germering-Süd (34) bei der Autobahnmeisterei Inning am Ammersee,
- im Bereich Anschlussstelle Germering-Süd (34) und Anschlussstelle München-Sendling (39) bei der Autobahnmeisterei München-Nord/West.

## Rastanlagen

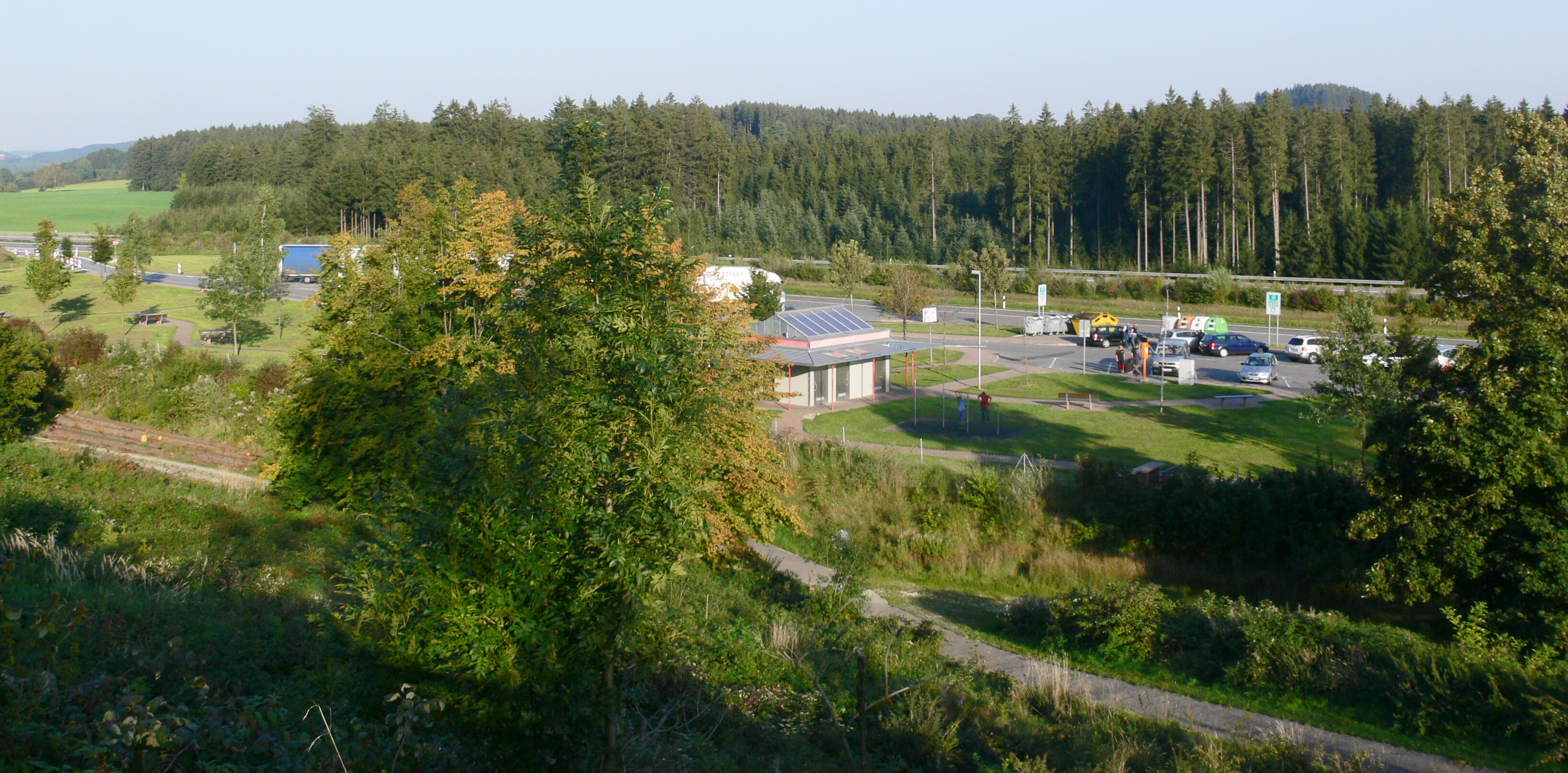
Rastplatz bei Leutkirch

Es existiert an der A 96 trotz ihrer Länge bislang nur eine einzige Rastanlage: Zwischen den Anschlussstellen Landsberg am Lech-West und Landsberg am Lech-Nord befindet sich die im Mai 1996 eröffnete beidseitig bewirtschaftete Rastanlage Lechwiesen. Entlang der Strecke gibt es zusätzlich mehrere Parkplätze, teilweise mit WC-Gebäude.
Südlich des Autobahnanschlusses Wangen-West befindet sich auf den Rastplätzen Ettensweiler und Humbrechts ein geologischer Lehrpfad. Die unmittelbar an der A 96 aufgestellten Findlinge wurden beim Bau der Autobahn (1987–1989) in einer Grundmoräne des Rheingletschers zwischen der Oberen und Unteren Argen geborgen. Schwere Baumaschinen machten es möglich, die freigelegten Felsblöcke auf beiden Rastplätzen zu sammeln und je nach ihrer Herkunft gesteinskundlich zu katalogisieren. Reisende, die dort anhalten, erwarten Einblicke in das Eiszeitgeschehen am Bodensee.

## Geschwindigkeitsbegrenzung
Im westlichen Teil der A 96 besteht größtenteils keine Geschwindigkeitsbegrenzung. Im Bereich der Umfahrung Landsberg am Lech ist die Geschwindigkeit auf 120 km/h, im Großraum München auf 100 km/h und im Stadtgebiet München auf 60 km/h bzw. 80 km/h begrenzt.
Ebenfalls gilt im Kohlberg-, Echinger und im Etterschlager Tunnel eine Geschwindigkeitsbegrenzung. Diese war anfangs auf 80 km/h festgesetzt. Ende der 2000er Jahre wurde im Echinger und im Etterschlager Tunnel auf 100 km/h erhöht. Im Tunnel Herfatz gilt nach der Sanierung seit 22. Oktober 2014 wieder Tempo 100.